# Rezerwat przyrody Gagaty Sołtykowskie
Rezerwat przyrody Gagaty Sołtykowskie – rezerwat przyrody nieożywionej w gminie Stąporków, w powiecie koneckim, w województwie świętokrzyskim. Utworzony 25 lipca 1997 roku. Zajmuje powierzchnię 13,88 ha (akt powołujący podawał 13,33 ha). Numer ewidencyjny WKP: 063.
Celem ochrony jest zachowanie ze względów naukowych, dydaktycznych i turystycznych, odsłonięć skał dolnojurajskich oraz interesujących okazów mineralogicznych i paleontologicznych wraz ze zbiorowiskami leśnymi i zbiornikami wodnymi, z całym bogactwem grzybów, roślin i fauny.
Do 1977 roku wydobywano na terenie rezerwatu glinę ceramiczną. Pozostało po tym wyrobisko z odsłonięciami dolnojurajskich iłów i mułków poprzetykanych warstwami piaskowca. Można tam znaleźć jeszcze teraz gagaty (odmianę węgla brunatnego używaną w jubilerstwie) oraz różnorodne formy syderytów. Obok wyrobiska znajdują się odkryte w 1999 r. wyraźne tropy dwóch gatunków dinozaurów (dilofozaura i wulkanodona). Obecnie tworzony jest tzw. „Środkowoeuropejski Dinopark”.